# گو دو-شیم
گو دو-شیم (کره‌ای: 고두심؛ زادهٔ ۲۲ مهٔ ۱۹۵۱) بازیگر اهل کره جنوبی است. از آثاری که در آنها ایفای نقش کرده‌است می‌توان به رام کردن مادر شوهر (۲۰۱۵) و آقای من (۲۰۱۸) اشاره کرد.

## حرفه
گو دو-شیم که اهل جزیرهٔ ججو است، فعالیت بازیگری خود را در سال ۱۹۷۲ آغاز کرد و از آن زمان حرفهٔ پرکاری در زمینهٔ تلویزیون، فیلم و تئاتر داشته‌است.